# ديمينيكا
ديمينيكا (Δεμένικα) هي مدينة في أهيا في مقاطعة كينتريكي إلادا في اليونان.
يبلغ عدد سكانها حوالي 2788 نسمة.